# بتومین

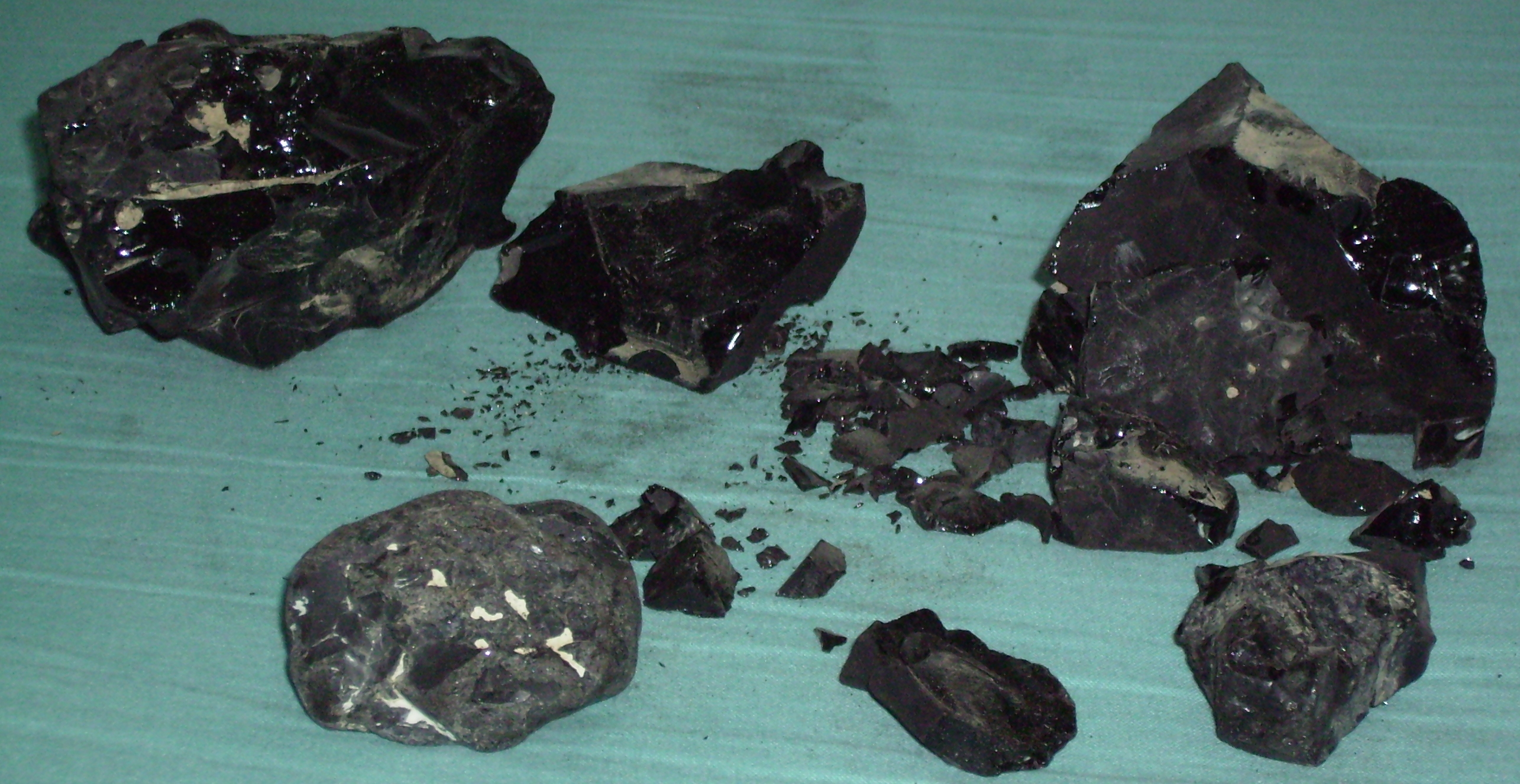
بتومین طبیعی به دست آمده از دریای مرده

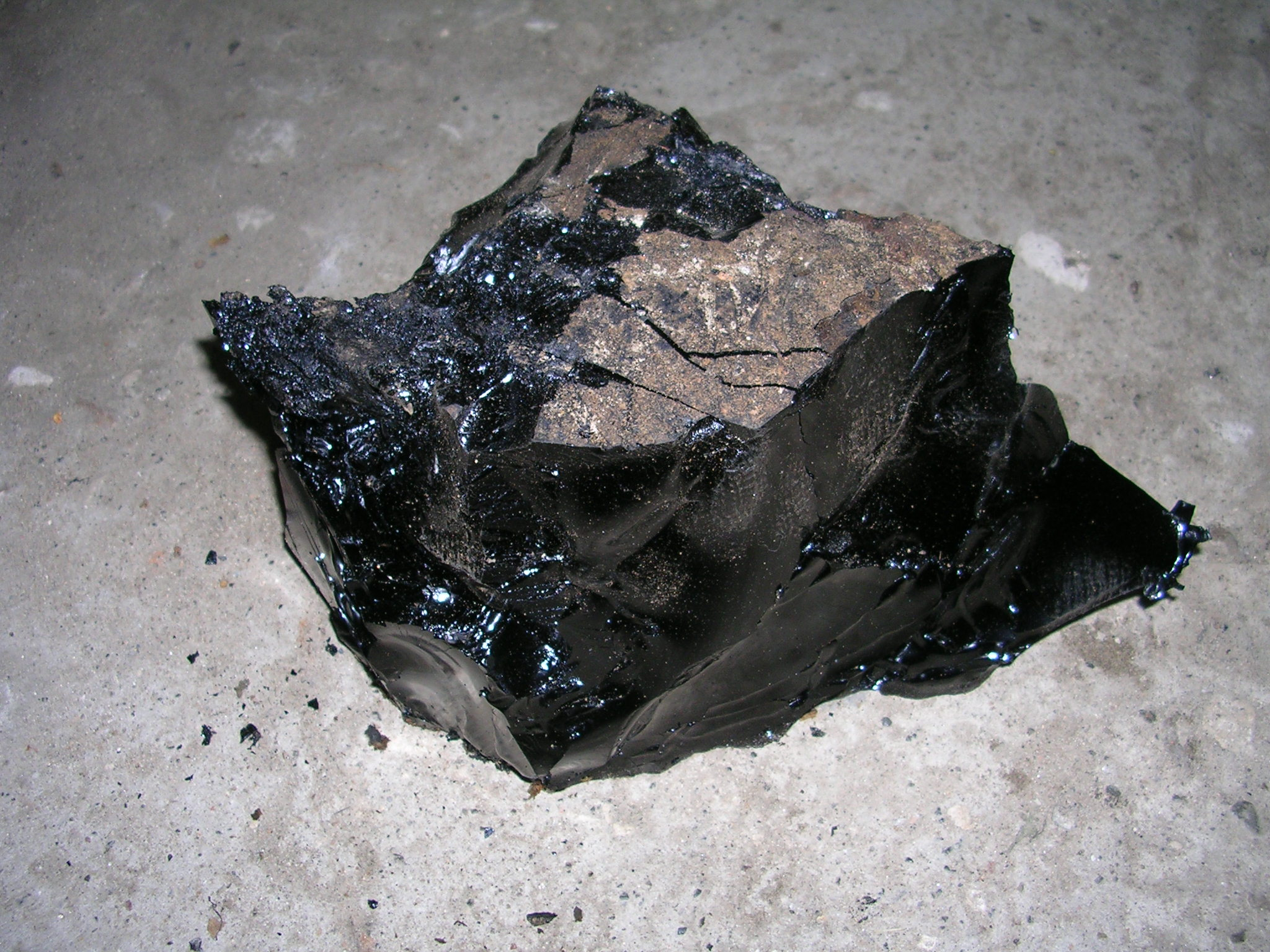
بتومین تصفیه شده

بتومین (انگلیسی: Bitumen) یا قیر طبیعی، یک ماده گران‌روی بسیار چسبناک از نفت خام است که بسته به ترکیب دقیق آن، می‌تواند یک مایع چسبناک، سیاه یا یک توده به ظاهر جامد یا مایع باشد. در زبان انگلیسی آمریکایی این ماده معمولاً به عنوان آسفالت شناخته می‌شود. بتومین چه در ذخایر طبیعی یافت شود و چه از نفت تصفیه شده باشد، به عنوان یک ماه زمینی طبقه‌بندی می‌شود.
در علوم مواد و مهندسی، واژه‌های بتومین و قیر اغلب به جای یکدیگر استفاده می‌شوند و به هر دو شکل طبیعی و تولیدی این ماده اشاره می‌کنند، اگرچه تفاوت‌های منطقه‌ای در مورد رایج‌ترین اصطلاح وجود دارد. در سراسر جهان، زمین شناسان تمایل دارند که اصطلاح بتومین را برای مواد طبیعی ترجیح دهند ولی برای موادی که به دست انسان ساخته شده یا باقیمانده تصفیه شده از فرایند تقطیر باشد، واژه قیر به کار می‌رود.
حدود ۷۰ درصد از تولید بتومین سالانه برای ساخت و ساز روسازی است. در این کاربرد از قیر برای چسباندن ذرات سنگدانه مانند شن استفاده می‌شود و ماده ای به نام بتن آسفالتی را تشکیل می‌دهد که در اصطلاح به آن آسفالت می‌گویند. کاربردهای اصلی دیگر آن در محصولات عایق رطوبتی قیری (ایزوگام) مانند نمد سقف (⎘ ایزوگام) و درزگیر سقف است.